# Hydrure de palladium
L'hydrure de palladium est du palladium métallique qui contient une quantité substantielle d'hydrogène au sein de son réseau cristallin. Malgré son nom, il n'est pas un hydrure ionique mais plutôt un alliage de palladium avec de l'hydrogène métallique qui peut être écrit PdHx . À température ambiante, les hydrures de palladium peuvent contenir deux phases cristallines, α et β (parfois appelée α'). La phase α pure existe pour x < 0,017 alors que la phase β pure est réalisée pour x > 0,58 ; les valeurs intermédiaires de x correspondent à des mélanges α-β.
L'absorption d'hydrogène par le palladium est réversible et a donc été étudiée pour le stockage de l'hydrogène. Des électrodes de palladium ont été utilisées dans certaines  expériences de fusion froide, sous l'hypothèse que l'hydrogène pourrait être « coincé » entre les atomes de palladium pour les aider à fusionner à des températures plus basses que ce qui serait autrement nécessaire. Un grand nombre de laboratoires de recherche aux États-Unis, Italie, Japon, Israël, Corée, Chine et autres, affirment avoir observé la fusion froide dans le deutérure de palladium (version hydrogène lourd de l'hydrure de palladium).

## Histoire
L'absorption de l'hydrogène par le palladium a été remarquée pour la première fois par T. Graham en 1866 et l'absorption de l'hydrogène produit par électrolyse par une cathode en palladium, a d'abord été documentée en 1939. Graham produisit un alliage avec la composition PdH0,75.

## Structure chimique et les propriétés
Le palladium est parfois métaphoriquement appelé « métal éponge » (à ne pas confondre avec les éponges métalliques), car il absorbe l'hydrogène « comme une éponge absorbe l'eau». Dans les conditions normales de température et de pression, le palladium peut absorber jusqu'à 900 fois son propre volume d'hydrogène. À partir de 1995, des milliers de cycles absorption/désorption ont pu être réalisés. Des recherches sont effectuées pour prolonger la durée de vie utile de palladium de stockage.
L'absorption de l'hydrogène deux phases différentes, qui contiennent toutes deux des atomes métalliques de palladium dans une structure cubique face centrée (cfc), qui est la même structure que le palladium métal. À de faibles concentrations, jusqu'à PdH0,02 le réseau du palladium gonfle légèrement, passant de 388,9 pm à 389,5 pm. Au-dessus de cette concentration la seconde phase apparaît avec une constante de réseau de 402,5 pm. Les deux phases coexistent jusqu'à la concentration de PdH0,58 où la phase alpha disparaît.  Des études par diffraction de neutrons ont montré que les atomes d'hydrogène occupent de façon aléatoire les interstices octaédriques dans la matrice métallique (dans un réseau cfc, il existe un trou octaédrique par atome de métal). La limite d'absorption à des pressions normales est PdH0,7, indiquant qu'environ 70% des trous octaédriques sont occupés. L'absorption de l'hydrogène est réversible et de l'hydrogène diffuse rapidement à travers le réseau métallique. La conductivité électrique des hydrures diminue à mesure que l'hydrogène est absorbé, jusqu'à ce que vers PdH0,5 le solide devienne un semi-conducteur.

### La supraconductivité
PdHx est un supraconducteur avec une température de transition Tc d'environ 9 K pour x=1 alors que le palladium pur n'est pas supraconducteur. 

### Absorption de surface
Des études en microscopie à effet tunnel ont montré que l'absorption de l'hydrogène exige des agrégats d'au moins trois lacunes sur la surface d'un cristal de palladium pour assurer la dissociation d'une molécule d'hydrogène. La raison d'un tel comportement et la structure particulière des trimères ont été analysés.

## Usages
L'absorption de l'hydrogène est réversible et très sélective. Industriellement, l'hydrogène est purifié par passage à travers des tubes à parois minces d'un alliage argent-palladium et comme le protium et le deutérium diffusent facilement à travers la membrane en alliage le gaz qui passe est pur et prêt à l'emploi. Le palladium est allié avec de l'argent pour améliorer sa dureté et sa résistance à la fragilisation. La température est maintenue au-dessus de 300 °C pour éviter la formation de la phase bêta, et donc l'expansion indiquée précédemment qui provoquerait des distorsions et le fractionnement de la membrane.